# Houghton Mifflin Harcourt
Houghton Mifflin Harcourt, la mayoría de las veces nombrada simplemente como Houghton Mifflin, es una editorial comercial y educativa de los Estados Unidos. La sede principal de la empresa se encuentra en Boston. Publica libros de texto, material de divulgación tecnológica, guías y enciclopedias, así como, en general,  ficción y no ficción para jóvenes y adultos.
La empresa se fundó en 1880 como Houghton Mifflin & Company, y cambió su nombre en 2007 al adquirir Harcourt Publishing. Es subsidiaria de Education Media and Publishing Group, un holding irlandés registrado en las Islas Caimán, y anteriormente conocido como Houghton Mifflin Riverdeep Group, hasta marzo del 2010.